# Golmud
Golmud är en stad på häradsnivå inom den autonoma prefekturen Haixi i  Qinghai-provinsen i västra Kina. Den ligger omkring 730 kilometer väster om provinshuvudstaden Xining. 
Det är den näst största staden i Qinghai och den tredje största på den tibetanska högplatån.

## Geografi
Golmuds läge är mycket isolerat med över 50 mil till någon annan större, kinesisk stad. Staden är högt belägen med sina 2 849 meter över havet. Klimatet är därför kallare än på lägre belägna platser på samma breddgrad. Medeltemperaturen i juli är +17 grader och i januari -10 grader.

## Demografi
Staden har cirka 130 000 invånare, av vilka cirka 90 procent är hankineser. 

## Transport
Staden ligger längs med Qingzang-järnvägen, som går mellan Xining och Lhasa.